# (8231) Tetsujiyamada
(8231) Tetsujiyamada est un astéroïde de la ceinture principale.

## Description
(8231) Tetsujiyamada est un astéroïde de la ceinture principale. Il fut découvert le 6 octobre 1997 à Kitami par Kin Endate et Kazuro Watanabe. Il présente une orbite caractérisée par un demi-grand axe de 2,85 UA, une excentricité de 0,01 et une inclinaison de 3,0° par rapport à l'écliptique.

## Compléments